# Hyllisia kenyensis
Hyllisia kenyensis là một loài bọ cánh cứng trong họ Cerambycidae.